# Apassalus diffusus
Apassalus diffusus là một loài thực vật có hoa trong họ Ô rô. Loài này được (Nees) Kobuski mô tả khoa học đầu tiên năm 1928.